# 咸炯揆
咸炯揆（ハム・ヒョンギュ、朝鮮語: 함형규、Ham Hyeong Kyu、1986年5月5日 - ）は、韓国出身のサッカー選手。ポジションはフォワード。
光云大学校から釜山交通公社のサッカー部に入団。2009年にシンガポールサッカーリーグのホーム・ユナイテッドに入団。2010年にはリーガ・インドネシアのペルセラ・ラモンガンへと移籍した。